# Sint-Willibrorduskerk (Wintelre)
De Sint-Willibrorduskerk is een kerkgebouw in Wintelre in de gemeente Eersel in de Nederlandse provincie Noord-Brabant. De kerk staat op de plaats waar de Kerkstraat uitkomt op de Willibrordusstraat. Aan de noordzijde van de kerk bevindt zich het kerkhof.
De toren van de kerk is een rijksmonument. De kerk is gewijd aan Sint-Willibrordus.

## Geschiedenis
Reeds in de middeleeuwen zou er een kapel hebben gestaan in Wintelre. Uit 1320 stamt een document waarin Johanna van Brabant toestemming gaf om een schutterij op te richten die deze Mariakapel moest onderhouden en beschermen. De kapel deed dienst als kerkje maar Wintelre had geen zelfstandige parochie.
Rond 1570 werd er pas een parochiekerk gebouwd en werd Wintelre een zelfstandige parochie. De kerk werd toen gewijd aan de heilige Willibrordus.
Deze kerk werd in 1648 door de hervormden genaast, maar dezen waren met zo weinigen dat ze de kerk niet konden onderhouden. De katholieken namen in 1672 een schuurkerk in gebruik.
In 1822 bouwden de katholieken een nieuwe parochiekerk.
In 1857-1859 werd er aan de westzijde van de kerk een neogotische toren gebouwd, die ontworpen was door Hendrik Jacobus van Tulder. Deze architect paste in zijn ontwerp al vroeg motieven toe uit de Kempische gotiek. De stenen van deze toren zijn voor het merendeel gebakken door de plaatselijke boeren in veldovens.
In 1930-1931 werd er een nieuwe kerk (de huidige) naast de oude gebouwd naar het ontwerp van architect J. Vermeulen. Daarbij werd de toren opgenomen tussen voorportaal en transept.
In 1932 werd de oude kerk gesloopt, maar de toren bleef bestaan en maakt nu deel uit van de nieuwe kerk, waar ze schuin tegenaan staat.
In 1944 raakte de voorgevel ernstig beschadigd door oorlogshandelingen tijdens de bevrijding van Zuid-Nederland.
Door veranderende omstandigheden in het kerkelijke leven secularisatie, heeft het bestuur van de parochie H. Willibrordus in 2007 besloten om het kerkgebouw uit te breiden met een parochiezaal (ontwerp Bisdom 's-Hertogenbosch, architect T. Nahuijsen). Reden voor deze uitbreiding was de eerdere verkoop van de pastorie aan derden, en het daardoor ontstane ruimtegebrek voor parochiële activiteiten. Op hetzelfde moment is ook besloten om de voormalige Theresiakapel terug te bouwen in de staat van voor 1944, toen de voorgevel van de kerk zwaar beschadigd raakte.

## Opbouw
Het gebouw is een niet-georiënteerde kruiskerk en bestaat uit een neogotische toren met daar scheef tegenaan een schip, een transept en een koor. Boven de viering bevindt zich een dakruiter.
De toren op vierkante grondslag en opgetrokken uit handvorm baksteen heeft drie geledingen, haakse steunberen met versnijdingen en afzaat en een van vier- naar achtkant ingesnoerde naaldspits met knopvormige versiering en bekroond door een vergulde bol met kruis. De spits wordt gedekt door leien in Maasdekking. De eerste geleding is vlak, de tweede geleding heeft een diep spitsboogvormig spaarveld met omlijsting in profielsteen en de derde geleding heeft twee spitsboogvormige galmgaten met galmborden en waarboven een wijzerplaat onder spitsboogfries. Ter hoogte van het uurwerk hebben de steunberen prismatische versnijdingen. Onder de dakrand bevindt zich een muizetandlijst met daaronder een spitsboogfries. In de oostzijde is nog steeds te zien waar de kerk op de toren aangesloten was en bevat een spitsboogvormig spaarveld.